# Cesare Romiti

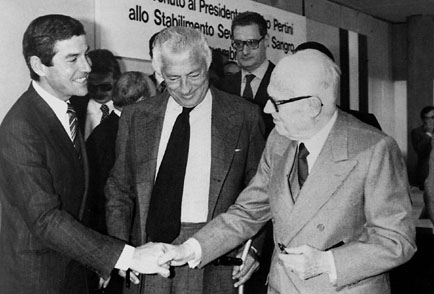
Cesare Romiti (Bildmitte hinten) mit dem damaligen Fiat-Eigentümer Gianni Agnelli und dem ehemaligen italienischen Staatspräsidenten Sandro Pertini

Cesare Romiti (* 24. Juni 1923 in Rom; † 18. August 2020 in Mailand) war ein italienischer Manager.

## Leben
Cesare Romiti kam in den 1920er-Jahren in einfachen Verhältnissen in Rom zur Welt und studierte nach seiner Schulzeit Wirtschaftswissenschaften an der Universität La Sapienza. Nach dem Studium arbeitete Romiti vorerst in Bankensektor, wechselte aber schon 1947 zum Chemiekonzern Snia B.P.D, wo er bis zum Finanzchef und Vizepräsidenten aufstieg. Nach seiner Zeit als Vorstandsvorsitzender bei der Fluggesellschaft Alitalia kam er 1974 zu Fiat. Romiti stieg dort 1976 zum alleinverantwortlichen Generaldirektor auf. Nach dem Rücktritt von Vittorio Ghidella, dem Chef der Autosparte von Fiat, übernahm er später auch dessen Funktion.
1998 verließ Romiti Fiat und wurde Präsident der RCS MediaGroup. Mitte der 2000er-Jahre zog sich Romiti aus dem operativen Geschäftsleben zurück und war als Vorsitzender der Italien-China-Stiftung tätig. Im Jahr 2000 wurde Romiti von einem italienischen Gericht zu elf Monaten Gefängnis verurteilt, weil es in seiner Zeit als Fiat-Geschäftsführer zu finanziellen Unregelmäßigkeiten gekommen war. Das Urteil wurde 2009 wieder aufgehoben.